# Újezdecký les
Újezdecký les je přírodní památka v Újezdci u Uherského Brodu v okrese Uherské Hradiště. Nachází se necelý kilometr severně od Újezdce. Skládá se z dubohabřin karpatského charakteru, místy doplněné teplomilnými doubravami. Údolí, jímž protéká potok Hořenůšek, lemují pásy starých sadů a remízově křovinatých pastvin.

## Historie
Bývalé sady a pastviny v údolí Hořenůšku kdysi sloužily jako sadařská a zahrádkářská oblast zahrnující desítky chatek a drobných staveb typické pro Slovácko, ty však během 20. století téměř vymizely a oblast se stala částečně opuštěnou.[zdroj⁠?!] Od roku 2019 se oblast v rámci zachování po částech prosekává a čistí, aby zcela nezarostla náletovými dřevinami a nedošlo k zániku biotopu.

## Předmět ochrany
Předmětem ochrany je evropsky významná populace bourovce trnkového (Eriogaster catax), dubohabřiny a stepní doubravy. Z živočišných a rostlinných společenstev v území žije řada druhů hmyzu, např. modrásek tolicový (Cupido decoloratus) nebo páchník hnědý (Osmoderma barnabita). Z rostlin v lesích rostou například hvězdnatec zubatý (Hacquetia epipactis), medovník meduňkolistý (Melittis melissophyllum). Na světlinách a remízkových lučních porostech roste hvězdnice chlumní (Aster amellus), rozchodníkovec velký (Hylotelephium maximum) nebo rozrazil vstavačovitý (Veronica orchidea). 